# دانا أبو خضر
دانا أبو خضر اعلامية ومقدمة برامج تلفزيونية وكاتبة صحفية أردنية من مدينة السلط، من مواليد 9 أغسطس 1986 في مدينة الزرقاء، تعمل حالياً مقدمة برامج في قناة رؤيا الفضائية
، زوجها هو الفنان طوني قطان
.

## عملها
بدأت دانا أبو خضر العمل كصحفية، ثم انتقلت إلى تقديم البرامج الاذاعية حيث عملت لمدة عامين في مجال الإذاعة، ثم انتقلت إلى تقديم البرامج التلفزيونية عبر قناة رؤيا الأردنية وكانت من أول مقدمي البرامج الذين ظهروا على قناة رؤيا منذ نشأتها في أول يوم من عام 2011، حيث تقدم برنامج دنيا يا دنيا والذي يبث على الهواء مباشرة.

## دراستها
دانا أبو خضر حاصلة على شهادة البكالوريوس في اللغتين الإسبانية والإنجليزية من الجامعة الأردنية، كما أنها حاصلة على شهادة في التصوير والإخراج التلفزيوني من أكاديمية نيويورك في الولايات المتحدة الأمريكية.

## مؤلفاتها
قامت بتأليف أول كتاب لها بعنوان «على لائحة الانتظار» يروي باختصار نشأتها، ورحلتها في المجال الإعلامي، كما يفرد القسط الأكبر منه لعلاقتها بزوجها الفنان الأردني طوني قطان، وصراعهما مع مرض أصابَه منذ سنوات.
«ليسَتْ هذه مجرَّد قصَّة غرامٍ وصراع، بل هي في جوهرِها حكايةُ إيمانٍ، وأجرؤ أن أقولَ إنَّ فيها عِشقًا لله الذي تدخَّل تدخُّلًا أصفُه بالعجيب في مرضنا، فَشَفى أرواحنا قبل أجسادنا».